# Nicole Schmidhofer
Nicole „Nici“ Schmidhofer (* 15. März 1989 in Friesach, Kärnten) ist eine ehemalige österreichische Skirennläuferin aus Schönberg-Lachtal in der Steiermark. Sie startete im Weltcup hauptsächlich in den Disziplinen Abfahrt und Super-G. Ihre größten Erfolge waren der Super-G-Weltmeistertitel im Jahr 2017 und der Sieg im Abfahrtsweltcup der Saison 2018/19.

## Biografie
Bei der Juniorenweltmeisterschaften 2007 in Zauchensee und Flachau wurde Schmidhofer zweifache Juniorenweltmeisterin im Super-G und im Riesenslalom, gewann die Silbermedaille in der Kombination und die Bronzemedaille in der Abfahrt. Daraufhin konnte sie Mitte März 2007 beim Saisonfinale in Lenzerheide ihre ersten beiden Rennen im Weltcup bestreiten und mit Platz 14 im Super-G ihre ersten Weltcuppunkte holen. Am 28. und 29. März 2007 gewann sie in Innerkrems die Österreichischen Meisterschaften in der Abfahrt und im Super-G.

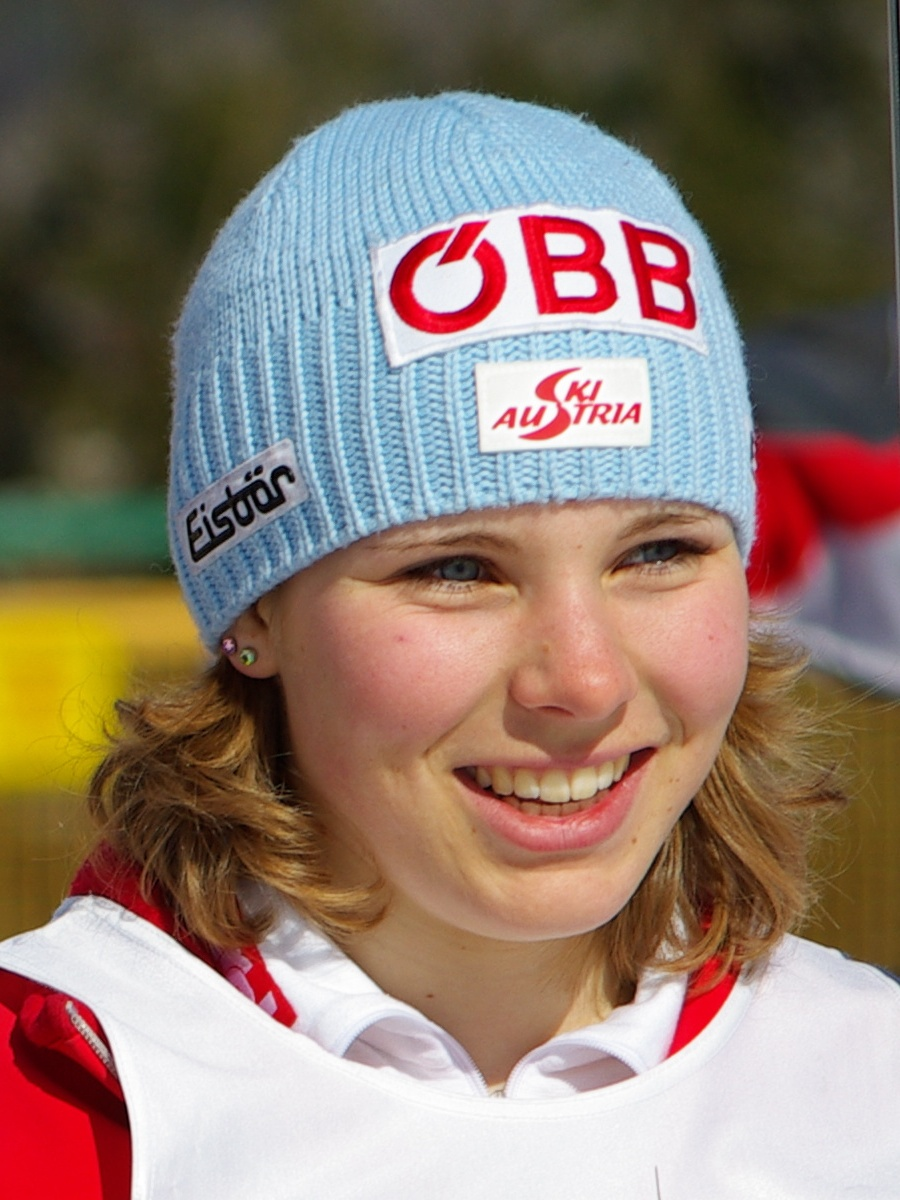
Nicole Schmidhofer (2008)

In der Saison 2007/08 ging Schmidhofer bei zwei Weltcupabfahrten an den Start und holte dabei mit Platz 28 in St. Anton ihre einzigen Weltcuppunkte. Besser lief es hingegen im Europacup, wo Schmidhofer ihr erstes Rennen mit der Abfahrt in Tarvis gewann und zudem jeweils Dritte in der Abfahrt und im Super-G in Caspoggio wurde. Damit belegte sie in der Saison 2007/08 Rang drei in der Abfahrtswertung und Platz vier in der Super-G-Wertung. In der Saison 2008/09 kam sie im Weltcup außer beim Saisonfinale in allen Abfahrten und Super-Gs zum Einsatz und konnte sich im Super-G viermal unter den schnellsten 20 klassieren. In Saalbach-Hinterglemm wurde sie am 23. März 2009 zum zweiten Mal Österreichische Meisterin im Super-G.
Ihr für über drei Jahre bestes Weltcupergebnis erreichte Schmidhofer am 20. Dezember 2009 im Super-G von Val-d’Isère, den sie zeitgleich mit Kathrin Zettel und Anna Fenninger auf Platz zwölf beendete. In der Saison 2009/10 blieb dies ihre einzige Platzierung unter den besten 20. Bei den Olympischen Winterspielen 2010 in Vancouver startete sie im Super-G, kam aber nicht ins Ziel. In der Saison 2010/11 waren Schmidhofers beste Weltcupergebnisse die Plätze 14 und 15 in Abfahrt und Super-G von Zauchensee, während sie sonst nur selten unter die schnellsten 30 fuhr. Von Mitte Jänner bis Mitte Februar konnte sie wegen eines Innenbandeinrisses im rechten Knie, den sie im Abfahrtstraining in Cortina d’Ampezzo erlitten hatte, an keinen Rennen teilnehmen. Nach der Saison 2011 stieg Schmidhofer nach fünf Jahren im A-Kader in den B-Kader des ÖSV ab.
Wegen eines Sturzes beim Abfahrtstraining in Zermatt Ende September 2011 (unverschobener Bruch des linken Sprungbeines und Muskelfaserriss an der rechten Oberschenkelrückseite) musste Schmidhofer in der Saison 2011/12 bis zum Jahreswechsel pausieren. Danach erreichte sie in den Weltcupabfahrten von St. Moritz den 19. und von Sotschi (Krasnaja Poljana) den 13. Platz. Dennoch wurde sie im Frühjahr 2012 aus den Kadern des ÖSV entlassen, weshalb sie sich im Sommer 2012 auf eigene Kosten auf die nächste Saison vorbereiten musste.
Nach guten Trainingsleistungen bekam Schmidhofer in der Saison 2012/13 weiterhin die Möglichkeit an Weltcuprennen teilzunehmen. Sie fuhr bis Mitte Jänner zweimal unter die schnellsten 20, ehe ihr am 20. Jänner 2013 mit Platz zwei im Super-G von Cortina d’Ampezzo überraschend ihr erster Weltcup-Podestplatz gelang. In der Saison 2013/14 war ein dritter Platz in der Abfahrt (fast auf den Tag genau ein Jahr später, u. zw. am 24. Jänner 2014, und das mit Start-Nr. 39 – wiederum in Cortina d’Ampezzo) ihr bestes Ergebnis, im darauf folgenden Winter der vierte Platz in der Weltmeisterschaftsabfahrt von Beaver Creek (6. Februar 2015). Nach fünf Top-10-Ergebnissen zu Beginn des Winters 2015/16, zog sich Schmidhofer am 22. Jänner 2016 im Abfahrtstraining in Cortina einen Kreuzbandriss zu und musste die Saison vorzeitig beenden. In der Saison 2016/17 feierte sie den bisher größten Erfolg ihrer Karriere, als sie am 7. Februar 2017 Gold im Super-G bei den Weltmeisterschaften in St. Moritz eroberte.
Der erste Weltcupsieg gelang ihr am 30. November 2018 in der Abfahrt von Lake Louise. Nur einen Tag später konnte sie auch das zweite Rennen der Doppelabfahrt für sich entscheiden. Im Jänner 2019 gelang der amtierenden Weltmeisterin in Garmisch-Partenkirchen auch der erste Weltcupsieg im Super-G. Bei den Weltmeisterschaften 2019 in Åre musste sie sich als Mitfavoritin in beiden schnellen Disziplinen mit den Rängen neun und elf geschlagen geben. Das rote Trikot der Weltcup-Führenden in der Abfahrtswertung konnte sie hingegen bis zum Saisonfinale in Soldeu verteidigen und gewann als erste Österreicherin seit Renate Götschl (2006/07) die Kristallkugel in dieser Disziplin. Nach dem Ende der alpinen Weltcupsaison nahm Schmidhofer auch an der Speedski-Weltmeisterschaft 2019 in Vars, Frankreich teil. In der Qualifikation stellte sie am 22. März 2019 mit 199,778 km/h einen neuen österreichischen Rekord auf und übertraf die Geschwindigkeit der bisherigen Rekordhalterin Conny Seebacher um rund 20 km/h. Einen Tag später steigerte sie sich im Semifinale auf 212,014 km/h und im Finale auf 217,590 km/h, womit sie schließlich den vierten Platz belegte.
In der ersten Abfahrt der Saison 2020/21 in Val-d’Isère stürzte Schmidhofer schwer und wurde zunächst mit Verdacht auf Kreuz- und Seitenbandriss im linken Knie in die Klinik Hochrum bei Innsbruck überstellt. Eine spätere Diagnose ergab infolge eines Verrenkungsbruchs den kompletten Zerriss aller Bänder im linken Knie.
Ihr Onkel ist der Politiker Karl Schmidhofer. Mentaltrainer von Nicole Schmidhofer ist der bekannte Mentalist, Autor und ORF-Mentalexperte Manuel Horeth.
Am 15. März 2023 gab sie ihren Rücktritt zum Ende der Saison, einen Tag später beim Super-G in Soldeu, bekannt. Zukünftig wird sie sich auf ihre Ausbildung zur Reha-Trainerin fokussieren.

## Erfolge

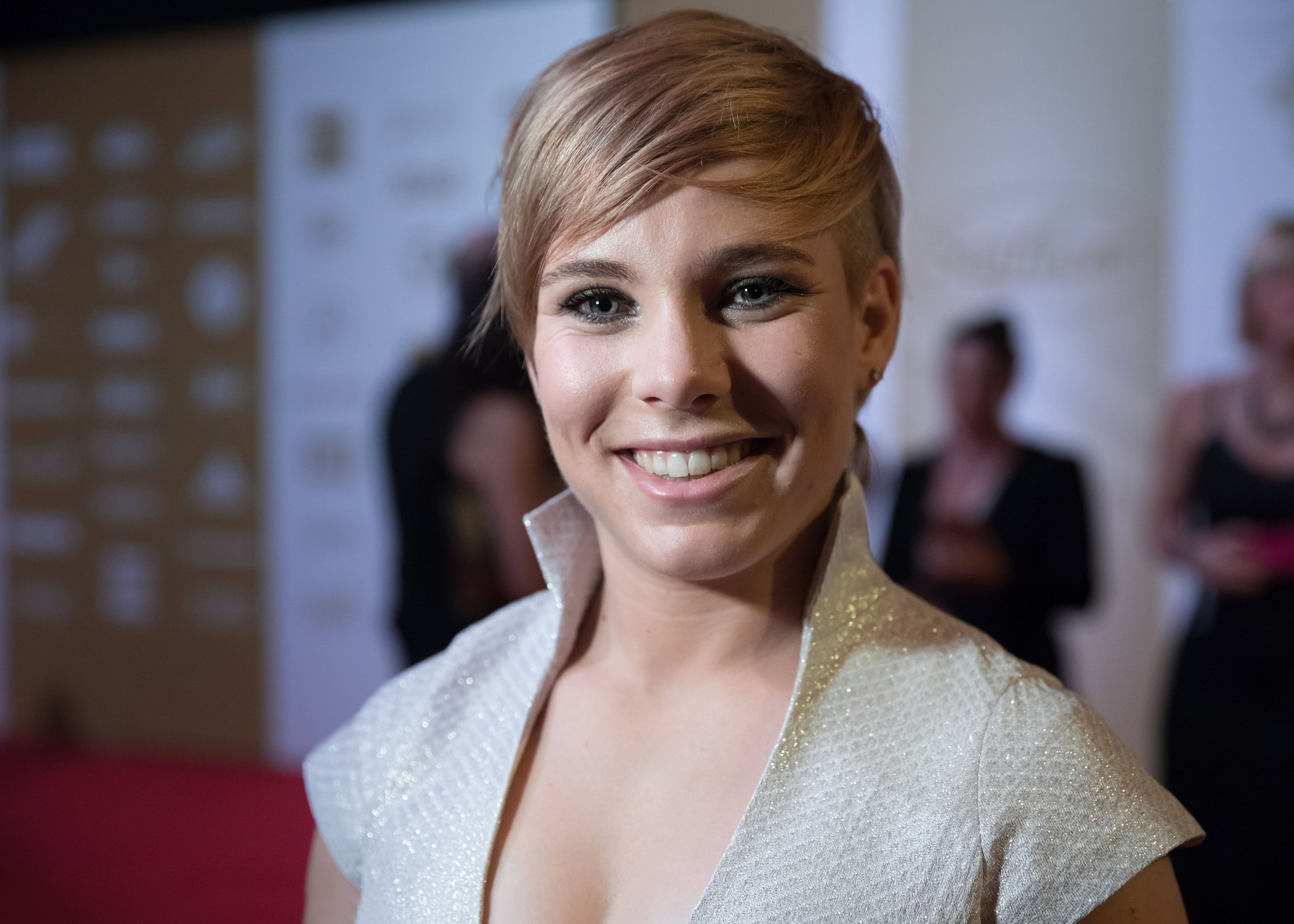
Nicole Schmidhofer (2017)

### Olympische Spiele
- Pyeongchang 2018: 12. Abfahrt, 18. Super-G

### Weltmeisterschaften
- Schladming 2013: 11. Super-G
- Vail/Beaver Creek 2015: 4. Abfahrt
- St. Moritz 2017: 1. Super-G, 16. Abfahrt
- Åre 2019: 9. Abfahrt, 11. Super-G

### Weltcup
- 12 Podestplätze, davon 4 Siege:

| Datum             | Ort                    | Land        | Disziplin |
| ----------------- | ---------------------- | ----------- | --------- |
| 30. November 2018 | Lake Louise            | Kanada      | Abfahrt   |
| 1. Dezember 2018  | Lake Louise            | Kanada      | Abfahrt   |
| 26. Jänner 2019   | Garmisch-Partenkirchen | Deutschland | Super-G   |
| 7. Dezember 2019  | Lake Louise            | Kanada      | Abfahrt   |

### Weltcupwertungen
| Saison  | Gesamt | Gesamt | Abfahrt | Abfahrt | Super-G | Super-G |
| Saison  | Platz  | Punkte | Platz   | Punkte  | Platz   | Punkte  |
| ------- | ------ | ------ | ------- | ------- | ------- | ------- |
| 2006/07 | 104.   | 18     | –       | –       | 41.     | 18      |
| 2007/08 | 124.   | 3      | 51.     | 3       | –       | –       |
| 2008/09 | 70.    | 74     | 40.     | 17      | 26.     | 57      |
| 2009/10 | 81.    | 52     | 49.     | 8       | 28.     | 44      |
| 2010/11 | 91.    | 41     | 36.     | 22      | 38.     | 19      |
| 2011/12 | 86.    | 32     | 35.     | 32      | –       | –       |
| 2012/13 | 45.    | 172    | 36.     | 23      | 8.      | 149     |
| 2013/14 | 20.    | 320    | 11.     | 198     | 12.     | 122     |
| 2014/15 | 30.    | 251    | 20.     | 120     | 12.     | 131     |
| 2015/16 | 49.    | 181    | 21.     | 113     | 23.     | 68      |
| 2016/17 | 15.    | 448    | 8.      | 208     | 7.      | 240     |
| 2017/18 | 17.    | 458    | 9.      | 198     | 7.      | 262     |
| 2018/19 | 5.     | 771    | 1.      | 468     | 2.      | 303     |
| 2019/20 | 13.    | 445    | 9.      | 228     | 3.      | 217     |
| 2021/22 | 109.   | 16     | –       | –       | 45.     | 16      |
| 2022/23 | 53.    | 135    | 40.     | 15      | 19.     | 120     |

### Europacup
- Saison 2007/08: 3. Abfahrtswertung, 4. Super-G-Wertung
- 4 Podestplätze, davon 1 Sieg:

| Datum           | Ort    | Land    | Disziplin |
| --------------- | ------ | ------- | --------- |
| 31. Jänner 2008 | Tarvis | Italien | Abfahrt   |

### Juniorenweltmeisterschaften
- Flachau/Altenmarkt 2007: 1. Super-G, 1. Riesenslalom, 2. Kombination, 3. Abfahrt, 29. Slalom
- Formigal 2008: 9. Super-G, 11. Riesenslalom
- Garmisch-Partenkirchen 2009: 3. Abfahrt, 9. Super-G

### Weitere Erfolge
- Österreichische Meisterin in der Abfahrt 2007 und im Super-G 2007 und 2009
- 7 Siege in FIS-Rennen
- Speedski-Weltmeisterschaft Vars 2019: 4. in der Kategorie S1